# Viktor Jevhenovics Leonenko
Viktor Jevhenovics Leonenko, ukránul: Віктор Євгенович Леоненко (Tyumeny, 1969. október 5. –) válogatott ukrán labdarúgó, csatár.

## Pályafutása

### Klubcsapatban
1988 és 1991 között a Geolog Tyumeny, 1991–92-ben a Gyinamo Moszkva, 1992 és 1998 között a Dinamo Kijiv, 1998 és 2000 között a CSZKA Kijiv, 2001–02-ben Zakarpattya labdarúgója. A Dinamo Kijivvel öt ukrán bajnoki címet és két ukránkupa-győzelmet ért el. 1992-ben, 1993-ban és 1994-ben az év ukrán labdarúgójának választották.

### A válogatottban
1992 és 1996 között 16 alkalommal szerepelt az ukrán válogatottban és hat gólt szerzett.

## Sikerei, díjai
- Az év ukrán labdarúgója (1992, 1993, 1994)

 Dinamo Kijiv
- Ukrán bajnokság
  - bajnok (5): 1992–93, 1993–94, 1994–95, 1995–96, 1996–97
- Ukrán kupa
  - győztes: 1993, 1996